# Мирное (Восточно-Казахстанская область)
Мирное (каз. Мирное) — село в Уланском районе Восточно-Казахстанской области Казахстана. Входит в состав Усть-Каменогорского сельского округа. Код КАТО — 636265400.

## Население
В 1999 году население села составляло 52 человека (26 мужчин и 26 женщин). По данным переписи 2009 года, в селе проживало 49 человек (24 мужчины и 25 женщин).